# Agnes Harder

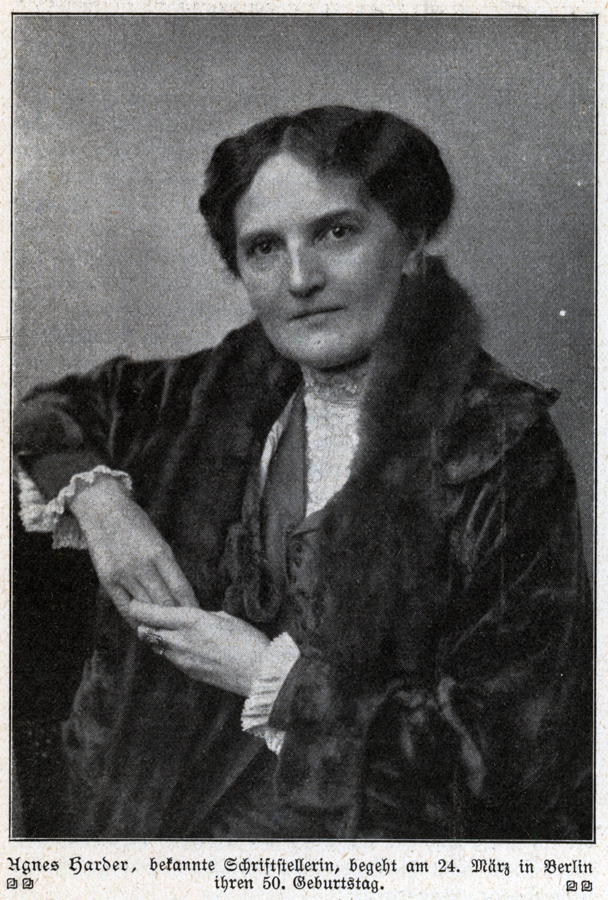
Agnes Harder anno 1914

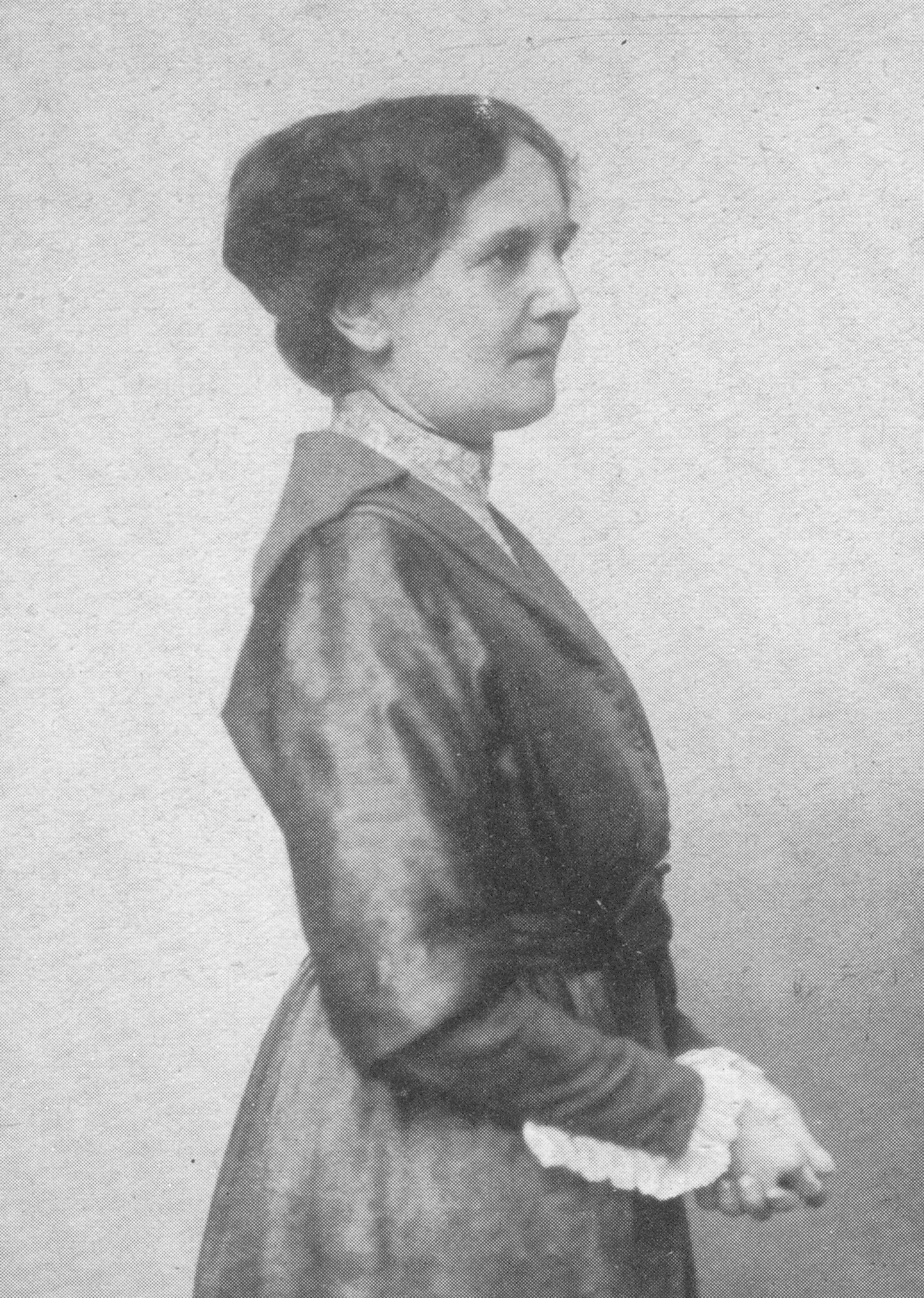
Agnes Harder, fotografiert von Wilhelm Fechner

Agnes Marie Luise Gabriele Harder (* 24. März 1864 in Königsberg in Preußen, Preußen; † 3. Februar 1939 in Berlin) war eine deutsche Lehrerin und Schriftstellerin.

## Leben
Agnes Harder war die Tochter des Juristen und späteren Landgerichtspräsidenten Rudolf Harder sowie dessen Frau Luise, geborene Keßler. In Ostpreußen verlebte Harder ihre Kindheit und Jugend. Sie besuchte die höhere Töchterschule und in den Jahren von 1881 bis 1883 das Lehrerinnenseminar in Elbing. Als Unverheiratete lebte sie bei ihren Eltern bis zu deren Tod. Nachdem sie das Examen bestanden hatte, war sie zunächst als Lehrerin tätig. Nebenbei begann sie zu schreiben und schuf kleinere Gedichte, seit 1891 auch erzählerische Werke. Schließlich gab sie den Beruf als Lehrerin auf und widmete sich ganz der Schriftstellerei. Es folgten ausgedehnte Reisen durch Europa. Für längere Zeit hielt Harder sich in Italien und Schweden auf. Die Erfahrung dieser Reise verarbeitete sie zu Artikeln und Reisebildern, welche sie an die Magdeburger Zeitung verkaufte. Diese Arbeiten bildeten den Auftakt zu ihrer journalistischen Laufbahn. Später folgten Beiträge für die Berliner Zeitung, Preussische Zeitung, Deutsche Zeitung, Daheim u. a. Im Jahr 1902 zog Harder mit ihren Eltern nach Berlin. Im Jahr 1899 erschien der dreibändige Roman Im Kaleidoskop, dessen Handlung in Berlin angesiedelt ist. In diesem Werk ließ Harder in einer Pension im Bezirk Tiergarten Menschen verschiedener Couleur aufeinandertreffen. Harder versuchte, den Zeitgeist aus dem Berlin der Jahrhundertwende einzufangen und in Form von Gesprächen der Pensionsgäste zu veranschaulichen. In Ansätzen wird schon hier ihre weitere Entwicklung deutlich: die Großstadt Berlin erscheine als Moloch, während sich wirkliche Lebensqualität nur im Landleben finde. Bis zu ihrem Tod im Jahr 1939 lebte Harder in Berlin, wo sie zur Schriftführerin des Deutschen Frauenbundes und zum Vorstandsmitglied des Lyceum-Clubs avancierte. Den Sommer verbrachte sie häufig auf dem Gut ihrer Schwester in Ostpreußen. In ihrer ostpreußischen Heimat spielen viele ihrer Romane, wobei meist die Schilderung des Frauenlebens im Vordergrund steht. 1927 publizierte sie ihre Erinnerungen unter dem Titel Aus meinen Kindertagen in Ostpreußen. Ihre Romane wurden von einem breiten Publikum rezipiert.

Bereits ihre ersten Werke, die Ende des 19. Jahrhunderts erschienen, zeugen von einer nationalistischen Haltung, die nach dem Ersten Weltkrieg als völkischer Nationalismus in ihren Schriften offen zutage trat. In dem Essay „Ist die Kunst international?“ (1920) bringt sie ihr völkisches Literaturverständnis zum Ausdruck, indem sie sagt, die Kunst sei 
„wurzelecht und wurzelstark, stammt aus der Erde, wächst oft durch Generationen still und unbemerkt […]. Kunst kann nie international sein, denn sie ist der tiefste Ausfluß völkischen Wesens“
Der Künstler fühle, 
„daß ihm seine Offenbarungen aus dem Unbewußten kommen. Das können nur die geheimen Säfte der Rasse sein. Denn zum Bürger eines Volkes wird man geboren“
Harder trat der Deutschnationalen Volkspartei bei und wurde Mitglied des Deutschen Schriftstellerinnenbundes. Ihr Ostpreußenroman Neue Kinder alter Erde, der bereits vor 1933 im Vorabdruck in Daheim erschien, weist zahlreiche nationalsozialistische Ideologeme (z. B. Verherrlichung von Blut und Boden, Führerkult, Polenfeindlichkeit und Antisemitismus) auf. Nach der Machtergreifung durch die Nationalsozialisten unterschrieb sie im Oktober 1933 zusammen mit acht weiteren Frauen und 79 männlichen Schriftstellern das Gelöbnis treuester Gefolgschaft für Adolf Hitler. Der NSDAP trat sie nicht bei. 1937 wurde sie Mitglied der Reichsschrifttumskammer (RSK). Nicht nur der NS-Roman Neue Kinder alter Erde, auch ihre anderen Texte erfreuten sich großer Beliebtheit im „Dritten Reich“. Viele Texte fanden Eingang in das Deutsche Lesebuch für Volksschulen (1935ff.). Harders letzter Roman, Der Erbe von Rauschnicken, kam 1939 heraus.
Agnes Harder starb 1939 in der Charité an einem Schlaganfall und einem Dekubitus. Zuletzt lebte sie in der Uhlandstraße 116/117 in Berlin-Wilmersdorf.
Sie wurde auf dem Friedhof Wilmersdorf in Berlin beigesetzt.
Verschiedene ihrer Werke, wie Die kleine Stadt (1927), wurden nach dem Zweiten Weltkrieg neu aufgelegt.

Großes Interesse an Person und Werk ging nach 1945 in Westdeutschland vor allem von den Vertriebenenverbänden Landsmannschaft Westpreußen und Landsmannschaft Ostpreußen und ähnlichen Institutionen aus. Das von diesen Verbänden über lange Zeit verfolgte „Prinzip der Harder-Rezeption“ beschreibt Junge (2018) wie folgt: „Verschweigen ihrer nationalsozialistischen Haltung und Begeisterung für ihre die Heimat verklärenden Texte.“

## Werke
- Alltag : Roman. Verlagsbuchhandlung Max Seyfert, Dresden 1916
- Der blonde Schopf und seine Freier. Reißner, Dresden 1913
- Das brennende Herz : Dichtungen in Prosa. Berlin : Schroeter [c1922] Digitalisat auf Hathitrust
- Doktor Eisenbart. Verlag von Otto Janke, Berlin. o. J., 1897 (verfasst in Anlehnung an den Chirurgen Johann Andreas Eisenbarth)
- Der Erbe von Rauschniken. Scherl, Berlin 1939
- Die Kinder Thors. Gotha, F. A. Perthes a.-g. [c1922] (Mit Buchschmuck von Franz Stassen) Digitalisat auf Hathitrust
- Die kleine Stadt. Aus meinen Kindertagen. Graefe und Unzer, Königsberg/Preußen 1927, Reprints 1966 und 1988
- Der Liebling der Götter. Rothbarth, Leipzig 1938
- Neue Kinder alter Erde. Ein Ostpreußenroman. Flöttman, Gütersloh 1933
- Petz : Eine Kindergeschichte. Kindheitsgeschichten / von Agnes Harder; Ch. Dickens; F. Zachi; Johanna Spyri. Berlin : Schriftenvertriebsanstalt (Kranzverlag) 1924 Digitalisat DNB Leipzig
- Schlumski : Eine Hunde- und Menschengeschichte. Perthes, Gotha 1916. Neuauflage Hofenberg, Berlin 2016, ISBN 978-3-86199-790-0.
- Thönerne Füße Velhagen & Klasings Roman-Bibliothek 11.1900/1901, S. 1–104 Digitalisat auf Internet Archive
- Unsere Helden : ein Buch der Dankbar-keit und Verehrung deutscher Frauen. Berlin : Meyer 1915 Digitalisat der UB Tübingen
- Wider den gelben Drachen. Abenteuer und Fahrten zweier deutscher Jünglinge im Lande der Boxer. 1900